# Parede de som

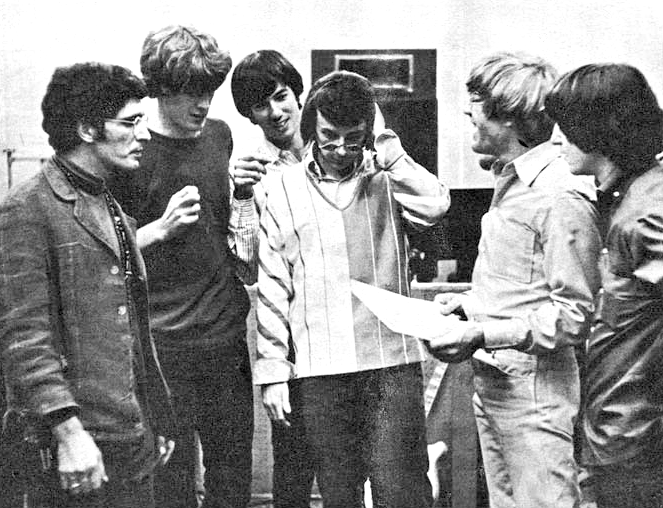
Spector (centro) no Gold Star Studios com Modern Folk Quartet em 1965

A Parede de Som (também chamado de Som Spector) é uma fórmula de produção musical desenvolvida pelo produtor musical americano Phil Spector no Gold Star Studios, na década de 1960, com assistência do engenheiro Larry Levine e do conglomerado de músicos de estúdio mais tarde conhecida como "The Wrecking Crew". A intenção era explorar as possibilidades da gravação em estúdio para criar uma estética orquestral invulgarmente densa que se transmitisse bem através das rádios e jukeboxes da época. Spector explicou em 1964: “Eu estava procurando um som, um som tão forte que se o material não fosse o melhor, o som carregaria o disco."
Um equívoco popular sustenta que a Parede de Som foi criada simplesmente através de um máximo de ruído e distorção, mas o método era na verdade mais matizado. Para atingir a Parede do Som, os arranjos de Spector exigiam grandes conjuntos (incluindo alguns instrumentos geralmente não usados para tocar em conjunto, como guitarras elétricas e acústicas), com vários instrumentos dobrando ou triplicando muitas das partes para criar um tom mais completo e rico. Por exemplo, Spector frequentemente duplicava uma parte tocada por um piano acústico com um elétrico e um cravo. Bem misturados, os três instrumentos seriam indistinguíveis para o ouvinte.
Entre outras características do som, Spector incorporou uma série de instrumentos orquestrais (cordas, sopros, metais e percussão) não associados anteriormente à música pop voltada para os jovens. A reverberação de uma câmara de eco também foi destacada para textura adicional. Ele caracterizou seus métodos como "uma abordagem wagneriana do rock & roll: pequenas sinfonias para crianças". A combinação de grandes conjuntos com efeitos de reverberação também aumentou a potência de áudio média de uma forma que se assemelha à compressão. Em 1979, o uso da compressão tornou-se comum no rádio, marcando a tendência que levou à guerra do volume na década de 1980.
Os meandros da técnica eram inéditos no campo da produção sonora para música popular. De acordo com o líder dos Beach Boys, Brian Wilson, que usou a fórmula extensivamente: "Nos anos 40 e 50, os arranjos eram considerados 'OK aqui, ouça aquela trompa francesa' ou 'ouça esta seção de cordas agora'". Era tudo um som definido. Não havia combinações de sons e, com o advento de Phil Spector, encontramos combinações de sons, o que — cientificamente falando — é um aspecto brilhante da produção sonora."

## Origens
Estávamos trabalhando na transparência da música; esse era o som do Teddy Bears: havia muito ar circulando, notas sendo tocadas no ar, mas não diretamente nos microfones. Então, quando enviamos tudo para a câmara , esse efeito de ar foi o que foi ouvido – todas as notas confusas e confusas. Isto é o que gravamos – não as notas. A Câmara.

—Marshall Leib
No final da década de 1950, Spector trabalhou com os compositores do Brill Building, Jerry Leiber e Mike Stoller, durante um período em que buscavam um som mais completo pelo uso de instrumentação excessiva, usando até cinco guitarras elétricas e quatro percussionistas. Mais tarde, isso evoluiu para Wall of Sound de Spector, que Leiber e Stoller consideraram muito distinto do que estavam fazendo, afirmando: "Phil foi o primeiro a usar vários kits de bateria, três pianos e assim por diante. Optamos por muito mais clareza em termos de cores instrumentais, e ele misturou tudo deliberadamente em uma espécie de cobertura morta. Ele definitivamente tinha um ponto de vista diferente."
A primeira produção de Spector foi a canção de sua autoria de 1958 "Don't You Worry My Little Pet", tocada com seu grupo, The Teddy Bears. A gravação foi feita pegando uma fita demo da música e reproduzindo-a no sistema de alto-falantes do estúdio para fazer overdub em outra apresentação. O produto final foi uma cacofonia, com vocais harmoniosos empilhados que não podiam ser ouvidos com clareza.